# Hayley Hodson
Hayley Claire Hodson (Pasadena, 8 settembre 1996) è una pallavolista statunitense.
Gioca nel ruolo di schiacciatrice nella Stanford University.

## Carriera
La carriera di Hayley Hodson, figlia dell'attore e presentatore televisivo Jimmy Hodson, inizia a livello scolastico con la Corona del Mar High School, dove gioca dal 2011 al 2014; in questo periodo entra a far parte delle selezioni giovanili statunitensi, vincendo la nazionale under 18 la medaglia d'oro al campionato nordamericano 2012 e quella d'argento al campionato mondiale 2013; nel 2013 fa inoltre parte della nazionale under 23 quarta classificata al campionato mondiale, mentre un anno dopo, con la selezione under 20 vince la campionato nordamericano. Salta l'ultimo anno scolastico per restare in collegiale con la nazionale maggiore una intera annata, al termine della quale fa il suo esordio in gara ufficiale, vincendo la medaglia d'oro alla Coppa panamericana.
Dalla stagione 2015 entra a far parte della squadra di pallavolo femminile della Stanford University, partecipando alla NCAA Division I.

## Palmarès

### Nazionale (competizioni minori)
- Campionato nordamericano under 18 2012
- Campionato mondiale under 18 2013
- Campionato nordamericano under 20 2014
- Coppa panamericana 2015

### Premi individuali
- 2015 - National Freshman of the Year
- 2015 - All-America Second Team